# سو یو جونگ
سو یو جونگ (کره‌ای: 서유정؛ زادهٔ ۳۱ دسامبر ۱۹۷۷) بازیگر اهل کره جنوبی است. او به خاطر ایفای نقش در آقای آفتاب، خانواده سلطنتی و قلب خونین شناخته می‌شود.

## زندگی شخصی
سو یو جونگ در سال ۲۰۱۷ با کارمند اداری به نام جونگ هیونگ جین در یک تالار عروسی در سئول ازدواج کرد و بعداً صاحب یک دختر شدند. در ۲۴ فوریه ۲۰۲۳، سو اعلام کرد که اخیراً طلاق گرفته است.